# Imízcoz
Imízcoz (en euskera y cooficialmente Imizkotz) es una entidad de población española del municipio de Arce, perteneciente a la Comunidad Foral de Navarra.

## Historia
El 25 de octubre de 1990, se extinguió como concejo y pasó a ser un lugar. En 2023, la entidad singular de población tenía empadronados 9 habitantes.